# Сидарта (роман)
Сидарта је роман Хермана Хесеа из 1922. године, који се бави духовним путовањем самоспознаје човека по имену Сидарта у доба Гаутаме Буде. Књига, Хесеов девети роман, написана је на немачком језику, једноставним, лирским стилом. Хесе је први део књиге посветио француском писцу Ромену Ролану, а други део свом рођаку Вилхелму Гундерту.
Реч Сидарта састоји се од два термина из санскрита: сида (достигнуто) + арта (оно што је тражено), што заједно значи „онај који је пронашао смисао (постојања)” или „онај који је достигао своје циљеве”. Заправо, Будино сопствено име, пре његовог одрицања, било је Сидарта Гаутама, принц од Капилавастуа. У овој књизи, Буда је назван „Готама”.

## Радња
Прича се одвија у античкој Индији, где Сидарта одлучује да напусти свој дом у нади да ће стећи духовно просветљење постајући аскетски самана. Са њим полази и његов најбољи пријатељ Говинда. Сидарта пости, постаје луталица, одриче се свих личних ствари и интензивно медитира. На крају, њих двојица сазнају за и лично разговарају са просветљеним Гаутамом, али док Говинда журно ступа у Будин ред, Сидарта то не чини. Он сматра да се, иако будистичка филозофија представља врхунску мудрост, она мора лично спознати независно од учења учитеља. Стога одлучује да свој пут настави сам.
Сидарта прелази реку, а скелеџија, коме није у могућности да плати, предвиђа да ће му се једног дана вратити и некако надокнадити дуг. Настављајући ка великом граду, Сидарта упознаје куртизану Камалу, најлепшу жену коју је икада видео. Она примећује његов привлачан изглед и оштроумност, али му говори да мора постати богат како би освојио њену наклоност и да би га она могла подучити уметности љубави. Иако је као самана презирао тежње ка материјалном, Сидарта пристаје на Камалин предлог. Она га упућује Камасвамију, локалном трговцу, и инсистира да га овај прихвати као равноправног, а не као подређеног. Сидарта лако постиже успех у послу, доносећи глас стрпљења и спокоја – врлине које је научио као аскета – супротстављајући се Камасвамијевим изливима страсти. Сидарта постаје богат човек и Камалин љубавник, али у позним годинама схвата да је живот у раскоши само игра која му не пружа духовно испуњење. Напушта градску вреву и враћа се реци, разочаран и размишљајући о самоубиству. Упада у дубоки медитативни сан, а спасава га унутрашње искуство свете речи ом.
Следећег јутра, Сидарта накратко поново среће Говинду, који пролази тим крајем као лутајући будистички монах. Сидарта одлучује да остатак живота проведе уз инспиративну реку, у друштву Васудеве, старог скелеџије, с којим започиње скромнији начин живота. Иако је Васудева једноставан човек, он поседује духовну мудрост и открива Сидарти да река има много гласова и важне поруке за оне који умеју да слушају.
Неколико година касније, Камала, сада будистичка поклоница, путује да посети Буду на самрти, у пратњи свог невољног младог сина. Када је змија отровница уједе поред реке, Сидарта је препознаје, а она му саопштава да је дечак његов син. Након Камалине смрти, Сидарта покушава да утеши и одгаја охолог и непослушног сина, али дечак једног дана бежи. Иако је Сидарта очајан и жели да крене за њим, Васудева га саветује да пусти сина да сам пронађе свој пут, као што је и он некада учинио. Слушајући реку заједно са Васудевом, Сидарта схвата да је време илузија и да су сва његова осећања и искуства, чак и патња, део великог и на крају радосног јединства свих ствари у бесконачном кругу природе. Након овог просветљења, Васудева му саопштава да је његов посао завршен и одлази у шуму, остављајући Сидарту испуњеног миром и поново самог.
Пред крај свог живота, Говинда чује за просветљеног скелеџију и долази до Сидарте, у почетку га не препознајући као свог старог пријатеља из детињства. Говинда моли сада већ остарелог Сидарту да му пренесе своју мудрост, а он му одговара да за сваку истиниту тврдњу постоји супротна која је такође истинита; да језик и ограничења времена терају људе да се вежу за једно фиксно уверење које не обухвата пуну истину. Пошто природа функционише у самоодрживом циклусу, сваки ентитет у себи носи потенцијал за своју супротност, те се стога свет увек мора посматрати као целовит. Сидарта једноставно подстиче људе да препознају и воле свет у његовој потпуности. Потом тражи од збуњеног Говинде да га пољуби у чело; када то учини, Говинда доживљава исте визије безвремености које је Сидарта некада имао уз реку са Васудевом. Говинда се затим клања свом мудром и блажено насмејаном пријатељу.

## Теме
У Хесеовом роману, искуство – свеукупност свесних догађаја у људском животу – представљено је као најбољи начин за разумевање стварности и достизање просветљења. Хесе приказује Сидартин пут тако да разумевање не долази кроз интелектуалне методе, нити кроз урањање у чулна задовољства света и пратећу патњу самсаре. Уместо тога, тек потпуност ових искустава омогућава Сидарти да достигне разумевање.
Стога су појединачни догађаји сами по себи бесмислени – Сидартино време проведено са саманама и његово урањање у свет љубави и трговине не воде ipso facto до нирване, али се не могу сматрати ни пуким ометањима. Свако дело и сваки догађај доносе искуство, које затим води ка разумевању.
Један од главних Хесеових мотива у писању Сидарте био је покушај да излечи своју „болест живота” урањајући у индијску филозофију, попут оне изложене у упанишадама и Бхагавадгити. Разлог због којег је други део књиге писан тако дуго лежи у томе што Хесе „још није искусио тај трансцендентални осећај јединства коме Сидарта тежи”. Покушавајући да га достигне, Хесе је живео као полу-пустињак и у потпуности се посветио проучавању светих учења хиндуистичких и будистичких списа. Његова намера била је да достигне ту „потпуност”, која у роману представља Будино обележје просветљења. Структура романа заснована је на три традиционалне животне фазе хиндуистичког мушкарца – ученик, домаћини и пустињак/одреченик – као и на Будине Четири племените истине (први део) и Племенитом осмоструком путу (други део), што заједно чини дванаест поглавља, колико има у роману.
Ралф Фридман наводи да је Хесе у једном писму приметио: „Мој Сидарта на крају не стиче истинску мудрост од било ког учитеља, већ од реке која бучи на чудан начин и од добродушног старца који се увек осмехује и потајно је светац.” У предавању о Сидарти, Хесе је рекао: „Будин пут ка спасењу често је критикован и довођен у сумњу јер се сматра да се у потпуности заснива на спознаји. То је тачно, али није реч само о интелектуалној спознаји, није довољно само учити и знати, већ је неопходно и духовно искуство, које се може стећи једино строгом дисциплином у несебичном животу.” Фридман такође истиче да Сидарта одражава Хесеову унутрашњу дијалектику: „Сви супротстављени аспекти његовог живота били су оштро исцртани: немирни одласци и потрага за миром код куће; разноликост искустава и хармонија уједињујућег духа; сигурност религијске догме и тескоба слободе.” Еберхард Остерман је показао како Хесе, мешајући религиозни жанр легенде са модерним романом, настоји да се суочи са двосеклим ефектима модернизације, као што су индивидуализација, плурализам или самодисциплина. Лик Сидарте указује поштовање Готами (Буди) тиме што га не следи лично, већ прати његов пример.